# 王荩仁
王荩仁（1901年—1981年5月25日），山东青岛人，又名王进仁、王云程、王云成、王雅堂、王从先，汉族，中国共产党早期人物。

## 生平
1918年，王荩仁在青岛四方机厂做学徒。1922年，在青岛日商钟渊纱厂做工，被送往日本神户学习纺织技术，被工友拥护为领袖，发起组织兄弟同盟会，并担任会长。1923年回国，参与多次工人罢工。1925年，参加青岛日商纱厂工人同盟大罢工，被选为钟渊纱厂工人总代表，罢工失败后被捕被开除。1926年6月，加入中国共产党。1926年，起任青岛市郊中共浮山后村支部书记。1928年初到中共青岛市委工作，先后负责农民运动和职工运动。同年7月，起任中共青岛市委代书记。1928年12月至1929年2月，任中共青岛市委书记。
1929年2月，省委代理书记傅书堂和省委委员王元昌到苏联学习，不久省委秘书长蓝志政被捕。在此期间，省委组织部长丁君羊去上海，省委农民部长刘俊才也到青岛工作。中共中央决定中共青岛市委书记王荩仁、组织部长武胡景到济南，参加省委领导，由武胡景主持省委工作。1929年2月起，王荩仁为中共山东省委成员（委员）。同年4月，出任中共山东省委组织部部长，8月至12月，出任中共山东临时省委书记兼省委组织部部长，后任中共山东省委委员。期间参与铲除中共叛徒王复元的活动，并成功将或者于8月16日在青岛处决。
1930年2月，到上海中央训练班学习。周恩来本计划派遣他到湖北担任中共湖北省委书记，后因认识王荩仁的顾顺章在武汉叛变。中央于4月，改派他到中共中央北方局工作，任中共天津市委书记；4月30日，因参加五一劳动节的演讲被捕，后释放。中共中央北方局于7月，派其担任中共唐山市委书记。1930年10月，王进仁被视为执行“立三路线”的干将，受到批判，被撤销中共唐山市委书记职务。
1931年2月，王荩仁到奉天皇姑屯工作，同年12月，任中共大连市委组织部部长、1931年1月起，任中共中央军委委员。1931年1月至3月，任中共中央军事部成员。1931年9月至1933年，任中共临时中央政治局成员。1932年1月，到中共哈尔滨市委工作。1933年8月至10月，任中共满洲省汤原中心县委书记。1933年，在赴哈尔滨向中共满洲省委汇报工作途中被捕入狱。1934年，出狱后与党组织失去联系，回原籍务农。中华人民共和国成立后，1962年5月至1981年5月，王荩仁任山东省崂山县政协常委。1981年5月25日在青岛逝世。